# 2021年メキシコシティグランプリ
2021年メキシコシティグランプリ（英: 2021 Mexico City Grand Prix）は、2021年のF1世界選手権第18戦として、2021年11月7日にエルマノス・ロドリゲス・サーキットで開催された。
正式名称は「Formula 1 Gran Premio De La Ciudad De México 2021」。

## 背景
グランプリの名称について
2015年にF1カレンダーに復帰して以降、メキシコ政府の財政支援が行われてきたが、開催契約が切れる2019年を以て打ち切る方針が示され、2020年以降の開催が危ぶまれていた。しかし、メキシコ出身のドライバーであるセルジオ・ペレスの存在や、民間からの支援が集まったこと、加えてメキシコシティ市からのサポートもあり、2022年までの開催契約が結ばれた。併せてメキシコシティ市のサポートを強調するために正式名称を「メキシコシティグランプリ」に改められた。その初年度となる2020年は新型コロナウイルス感染症の世界的流行により中止となったため、2021年にメキシコシティGPとして初めて開催された。
レース前のチャンピオンシップ順位
ドライバーズタイトルはフェルスタッペンが前戦で優勝し、ハミルトンに対して12ポイント差まで広げている。コンストラクターズタイトルは前戦の結果でレッドブルが1位・3位、メルセデスが2位・6位だったことから、レッドブルが23ポイント差まで縮めている。
タイヤ
本レースでピレリが持ち込むドライ用タイヤのコンパウンドはハード（白）：C2、ミディアム（黄）：C3、ソフト（赤）：C4の中間の組み合わせ。
DRS：3箇所
- DRS1：ターン11から80m先より（ターン9から70m先）
- DRS2：ターン17から323m先より（ターン15の出口）
- DRS3：ターン3から116m先より（DRS2と同じ）

※（）内は検知ポイント

## エントリーリスト
レギュラーシートについては前戦アメリカGPから変更なし。

## フリー走行
FP1
11月5日 11:30 CST(UTC-6)
トップはバルテリ・ボッタス、2番手にルイス・ハミルトン、3番手にマックス・フェルスタッペン。最終ターン16でシャルル・ルクレールとセルジオ・ペレスがリアからバリアへ衝突、デブリ回収のためにVSCが導入された。
FP2
11月5日 15:00 CST(UTC-6)
トップはマックス・フェルスタッペン、2番手にバルテリ・ボッタス、3番手にルイス・ハミルトン。FP1に比べ路面状況は改善したものの、ニコラス・ラティフィが最終ターン16でコントロールを失う場面は観られた。
FP3
11月6日 11:00 CST(UTC-6)
トップはセルジオ・ペレス、2番手にマックス・フェルスタッペン、3番手にルイス・ハミルトン。ペレスとの差が0.65秒と伝えられたハミルトンが困惑するなど、レッドブル勢とメルセデス勢で大きな差がついたセッションとなった。

## 予選
11月6日 14:00 CST(UTC-6)（文章の出典）
ポールはバルテリ・ボッタス、0.145秒差で2番手にルイス・ハミルトン、0.35秒差で3番手にマックス・フェルスタッペンとなった。Q1でターン17で姿勢を乱したランス・ストロールが外側のバリアへ激突し、車両やデブリ、バリアの交換などで25分以上中断した。

### 予選結果
| 順位                | No. | ドライバー                   | コンストラクター              | Q1       | Q2       | Q3       | Grid |
| ------------------- | --- | ---------------------------- | ----------------------------- | -------- | -------- | -------- | ---- |
| 1                   | 77  | バルテリ・ボッタス           | メルセデス                    | 1:16.727 | 1:16.864 | 1:15.875 | 1    |
| 2                   | 44  | ルイス・ハミルトン           | メルセデス                    | 1:17.207 | 1:16.474 | 1:16.020 | 2    |
| 3                   | 33  | マックス・フェルスタッペン   | レッドブル-ホンダ             | 1:16.788 | 1:16.483 | 1:16.225 | 3    |
| 4                   | 11  | セルジオ・ペレス             | レッドブル-ホンダ             | 1:17.003 | 1:17.055 | 1:16.342 | 4    |
| 5                   | 10  | ピエール・ガスリー           | アルファタウリ-ホンダ         | 1:16.908 | 1:16.955 | 1:16.456 | 5    |
| 6                   | 55  | カルロス・サインツ           | フェラーリ                    | 1:17.517 | 1:17.248 | 1:16.761 | 6    |
| 7                   | 3   | ダニエル・リカルド           | マクラーレン-メルセデス       | 1:17.719 | 1:17.092 | 1:16.763 | 7    |
| 8                   | 16  | シャルル・ルクレール         | フェラーリ                    | 1:16.748 | 1:17.034 | 1:16.837 | 8    |
| 9                   | 22  | 角田裕毅                     | アルファタウリ-ホンダ         | 1:17.330 | 1:16.701 | 1:17.158 | 171  |
| 10                  | 4   | ランド・ノリス               | マクラーレン-メルセデス       | 1:17.569 | 1:17.473 | 1:36.830 | 181  |
| 11                  | 5   | セバスチャン・ベッテル       | アストンマーティン-メルセデス | 1:17.502 | 1:17.746 |          | 9    |
| 12                  | 7   | キミ・ライコネン             | アルファロメオ-フェラーリ     | 1:17.606 | 1:17.958 |          | 10   |
| 13                  | 63  | ジョージ・ラッセル           | ウィリアムズ-メルセデス       | 1:17.958 | 1:18.172 |          | 162  |
| 14                  | 99  | アントニオ・ジョヴィナッツィ | アルファロメオ-フェラーリ     | 1:17.897 | 1:18.290 |          | 11   |
| 15                  | 31  | エステバン・オコン           | アルピーヌ-ルノー             | 1:18.126 | 1:18.405 |          | 191  |
| 16                  | 14  | フェルナンド・アロンソ       | アルピーヌ-ルノー             | 1:18.452 |          |          | 12   |
| 17                  | 6   | ニコラス・ラティフィ         | ウィリアムズ-メルセデス       | 1:18.756 |          |          | 13   |
| 18                  | 47  | ミック・シューマッハ         | ハース-フェラーリ             | 1:18.858 |          |          | 14   |
| 19                  | 9   | ニキータ・マゼピン           | ハース-フェラーリ             | 1:19.303 |          |          | 15   |
| 20                  | 16  | ランス・ストロール           | アストンマーティン-メルセデス | 1:20.873 |          |          | 201  |
| 107% time: 1:22.097 |     |                              |                               |          |          |          |      |
| ソース:             |     |                              |                               |          |          |          |      |

追記
- ^1 – オコン、ストロール、角田、ノリスは追加のパワーユニットを使用したため最後尾からのスタート[16]。
- ^2 – ラッセルは新しいギアボックスを使用したため5グリッド降格[16]。

## 決勝
11月7日 13:00 CST(UTC-6)（文章の出典）
優勝はマックス・フェルスタッペンで今季9勝目を飾り、メキシコグランプリでの最多勝に並んだ。2位にルイス・ハミルトン、3位にセルジオ・ペレスとなり、メキシコ人ドライバーが母国で表彰台に初めて登った。
レースは3番手のフェルスタッペンが抜群のスタートでメルセデス勢と共にスリーワイドのままターン1へ向かい、アウトからメルセデス2台を抜き去った。後方ではボッタスとリカルドの接触を起因とするクラッシュが発生し、オコンに追突された角田とシューマッハがリタイアとなった。5周目でレース再開されたが、フェルスタッペンは2番手以下を引き離した。2番手のハミルトンは終始タイヤのデグラデーションに苦しんだが、ペレスの追撃を許すことなく2位でゴールした。ポールスタートだったボッタスは、前述の接触により最後尾まで落ちたが、最終周にファステストラップを記録しフェルスタッペンのファステストポイント獲得を阻んだ。

### レース結果
| 順位    | No. | ドライバー                   | コンストラクター              | 周回数 | タイム/リタイア原因 | Grid | Pts. |
| ------- | --- | ---------------------------- | ----------------------------- | ------ | ------------------- | ---- | ---- |
| 1       | 33  | マックス・フェルスタッペン   | レッドブル-ホンダ             | 71     | 1:38:39.086         | 3    | 25   |
| 2       | 44  | ルイス・ハミルトン           | メルセデス                    | 71     | +16.555             | 2    | 18   |
| 3       | 11  | セルジオ・ペレス             | レッドブル-ホンダ             | 71     | +17.752             | 4    | 15   |
| 4       | 10  | ピエール・ガスリー           | アルファタウリ-ホンダ         | 71     | +63.845             | 5    | 12   |
| 5       | 16  | シャルル・ルクレール         | フェラーリ                    | 71     | +81.037             | 8    | 10   |
| 6       | 55  | カルロス・サインツ           | フェラーリ                    | 70     | +1 Lap              | 6    | 8    |
| 7       | 5   | セバスチャン・ベッテル       | アストンマーティン-メルセデス | 70     | +1 Lap              | 9    | 6    |
| 8       | 7   | キミ・ライコネン             | アルファロメオ-フェラーリ     | 70     | +1 Lap              | 10   | 4    |
| 9       | 14  | フェルナンド・アロンソ       | アルピーヌ-ルノー             | 70     | +1 Lap              | 12   | 2    |
| 10      | 4   | ランド・ノリス               | マクラーレン-メルセデス       | 70     | +1 Lap              | 18   | 1    |
| 11      | 99  | アントニオ・ジョヴィナッツィ | アルファロメオ-フェラーリ     | 70     | +1 Lap              | 11   |      |
| 12      | 3   | ダニエル・リカルド           | マクラーレン-メルセデス       | 70     | +1 Lap              | 7    |      |
| 13      | 31  | エステバン・オコン           | アルピーヌ-ルノー             | 70     | +1 Lap              | 19   |      |
| 14      | 18  | ランス・ストロール           | アストンマーティン-メルセデス | 69     | +2 Laps             | 20   |      |
| 15      | 77  | バルテリ・ボッタス           | メルセデス                    | 69     | +2 Laps             | 1    |      |
| 16      | 63  | ジョージ・ラッセル           | ウィリアムズ-メルセデス       | 69     | +2 Laps             | 16   |      |
| 17      | 6   | ニコラス・ラティフィ         | ウィリアムズ-メルセデス       | 69     | +2 Laps             | 13   |      |
| 18      | 9   | ニキータ・マゼピン           | ハース-フェラーリ             | 68     | +3 Laps             | 15   |      |
| Ret     | 47  | ミック・シューマッハ         | ハース-フェラーリ             | 0      | アクシデント        | 14   |      |
| Ret     | 22  | 角田裕毅                     | アルファタウリ-ホンダ         | 0      | アクシデント        | 17   |      |
| ソース: |     |                              |                               |        |                     |      |      |

## 第18戦終了時点のランキング
|         | 順位 | ドライバー                 | ポイント |
| ------- | ---- | -------------------------- | -------- |
|         | 1    | マックス・フェルスタッペン | 312.5    |
|         | 2    | ルイス・ハミルトン         | 293.5    |
|         | 3    | バルテリ・ボッタス         | 185      |
|         | 4    | セルジオ・ペレス           | 165      |
|         | 5    | ランド・ノリス             | 150      |
| ソース: |      |                            |          |

|         | 順位 | コンストラクター        | ポイント |
| ------- | ---- | ----------------------- | -------- |
|         | 1    | メルセデス              | 478.5    |
|         | 2    | レッドブル-ホンダ       | 477.5    |
| 1       | 3    | フェラーリ              | 268.5    |
| 1       | 4    | マクラーレン-メルセデス | 255      |
|         | 5    | アルピーヌ              | 106      |
| ソース: |      |                         |          |

|         | 順位 | ドライバー                 | 獲得数 |
| ------- | ---- | -------------------------- | ------ |
|         | 1    | ルイス・ハミルトン         | 5      |
|         | 2    | マックス・フェルスタッペン | 4      |
|         | 3    | バルテリ・ボッタス         | 4      |
|         | 4    | セルジオ・ペレス           | 1      |
|         | 5    | ピエール・ガスリー         | 1      |
| ソース: |      |                            |        |

- 注：いずれもトップ5まで掲載。
- 注：ファストテストラップアワードは同数の場合、カウントバック方式がとられている。